# International Socialist Resistance

International Socialist Resistance est une organisation étudiante d'extrême gauche (gauche radicale), il s'agit de l'organisation étudiante du Comité pour une Internationale ouvrière (trotskiste). 
Active dans les universités, les hautes-écoles, les instituts, les académies et les écoles, ISR défend un enseignement libre d'accès, démocratique et public.